# 王立新 (1972年)
王立新（1972年4月—），女，天津人，中华人民共和国外交官，曾任中华人民共和国驻马尔代夫共和国特命全权大使。

## 生平
王立新先后在外交部亚洲司、驻印度大使馆、驻新加坡大使馆工作，后任驻尼泊尔大使馆参赞、外交部亚洲司参赞兼处长、外交部涉外安全事务司参赞、副司长。2021年8月，出任中华人民共和国驻马尔代夫共和国特命全权大使。2024年12月，自驻马尔代夫大使离任，回国任外交部涉外安全事务司司长。

## 家庭
已婚，有一女。